# Sporothrix mexicana
Sporothrix mexicana är en svampart som beskrevs av Marimon, Gené, Cano & Guarro 2007. Sporothrix mexicana ingår i släktet Sporothrix och familjen Ophiostomataceae.   Inga underarter finns listade i Catalogue of Life.